# Canindé (raça caprina)
Cabra Canindé é uma raça de cabra surgida na região nordeste do Brasil.

## História
Desde o descobrimento do Brasil, os portugueses trouxeram diversos tipos de cabra ao país, muitas foram deixadas principalmente no nordeste onde tiveram que se adaptar e sobreviver, desenvolvendo-se por séculos, resultando nos animais atuais. Devido a segregação geográfica de ovelhas que foram trazidas pelos portugueses no vale do rio Canindé, no Piauí, ali se formou o tipo racial da raça sendo identificava como tal.

## Características
A raça é de tripla aptidão para carne, couro e leite, destacando-se por ser muito rústica, reduzindo bastante os custos de criação. Por ter se desenvolvido no semiárido nordestino, se adapta bem a regiões de muito calor e a digestão de vegetação natural do bioma dos cerrados e da catinga quando criada em regime extensivo.
São animais de médio porte, em termos de estrutura física é muito parecida com a moxotó e repartida. As fêmeas variam de 45 a 55 kg e de 65 a 75 cm de altura e os machos de 66 a 80 kg e de 70 a 85 cm. Boa produtora de leite, produz até 800 ml de leite por dia.

## Distribuição do plantel
A grande maioria dos animais estão concentrados no nordeste brasileiro.